# Miro (Suebenkönig)

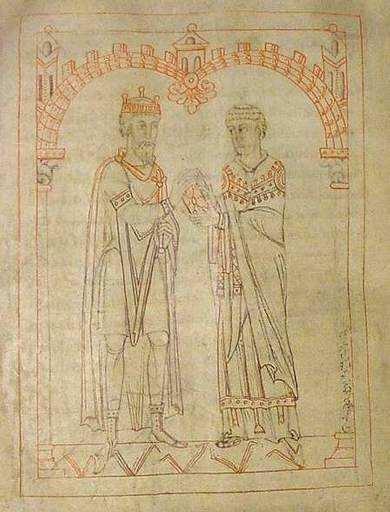
Miro und Martin von Braga in einer mittelalterlichen Darstellung von 1145

Miro († 583) regierte in der Zeit von 570 bis 583 als König des Suebenreiches bzw. der Sueben in Gallaecia, dem Gebiet des heutigen Galicien bzw. des nördlichen Portugals.
Wie anhand der Namen zu erschließen ist, die beide den Stamm -mir enthalten, war Miro vermutlich mit seinem Vorgänger Theudomir verwandt. Die beiden stammten vermutlich aus der suebischen Königsdynastie Ermenrichs. Sein Regierungsantritt muss nach dem 1. Juni 570 stattgefunden haben. Im Jahr 572 berief Miro das zweite Konzil von Braga ein. Im selben Jahr griff er den Stamm der Runconen in Asturien und Kantabrien an, die zuvor Teil der ehemaligen römischen Provinz Gallaecia gewesen waren. Mit Leovigild, dem König des benachbarten Westgotenreichs, schloss Miro zunächst 476 einen Waffenstillstand, unterstützte dann aber den erfolglosen Aufstand von Leovigilds Sohn Hermenegild 583. Um das Jahr 581 empfing er den Gesandten Florentianus aus Austrien. Er starb auf einem Feldzug, mit dem er Hermenegild zu Hilfe eilen wollte.
Martin von Braga widmete Miro sein Werk Formulae vitae honestae. Er war mit Siseguntia verheiratet, mit der er mindestens einen Sohn und eine Tochter hatte. Sein Sohn Eburicus (Eborich) folgte ihm als König nach. Seine Tochter, deren Name nicht bekannt ist, heiratete Audeca.